# チェ・ミニョン
チェ・ミニョン (최민용、1977年 - ) は、大韓民国出身の俳優。 186cm, 70kg。クァンヨン高等学校卒業。瑞逸大学 中退。

## 出演作
- 1996年 大人たちはわからない (KBS) デビュー作
- 2001年 ストック～君に贈る花言葉～ (KBS2) - カン・ウンヒョク 役
- 2002年 野人時代 (SBS)
- 2002年 ノンストップ3 (MBC) - チェ・ミニョン 役
- 2004年 一人じゃない - チェ・ミニョン 役
- 2007年 思いっきりハイキック! (MBC) –イ・ミニョン 役
- 2007年 恋愛の発見 (MBC every1)
- 2009年 日曜日、日曜日の夜に-大儲け(MBC)
- 2010年 映画 恥ずかしくて –刑事 役

## CF 出演
- 2003年 サンサチュン
- 2007年 バナナ味牛乳
- 2007年 パルドビビン麺
- 2007年 LGカード